# Alfred Louis

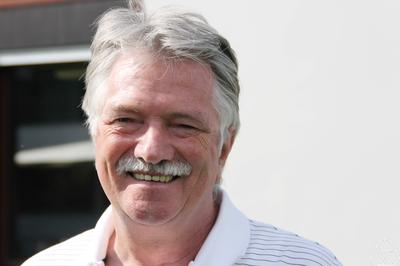
Alfred Louis

Alfred K. Louis (* 2. März 1949 in Elversberg; † 19. Juli 2024) war ein  deutscher Mathematiker.

## Leben
Nach Diplom in Mathematik an der Universität des Saarlandes 1972 und Promotion in Mathematik über Fehlerabschätzungen für Lösungen quasilinearer elliptischer Differentialgleichungen mittels Finiter Elemente 1976 an der Universität Mainz habilitierte sich Louis 1982 an der Universität Münster mit einer Arbeit über Algorithmen in der Computer Tomographie. 1983 folgte er einem Ruf auf eine Professur für Mathematik an die Universität Kaiserslautern, 1986 übernahm er einen Lehrstuhl für Numerische Mathematik an der Technischen Universität Berlin. Ab 1990 war er Professor für Angewandte Mathematik an der Universität des Saarlandes in Saarbrücken. Danach war er als Seniorprofessor tätig.

## Werk
Louis’ Tätigkeits- und Forschungsschwerpunkte lagen auf dem Gebiet der numerischen Mathematik sowie der Analyse und Algorithmenentwicklung von Inversen Problemen mit den Anwendungsschwerpunkten Medizintechnik, Computertomographie, zerstörungsfreie Prüfverfahren, Biotechnologie und Finanzmathematik.
Louis war Vizepräsident der Universität des Saarlandes von 1997 bis 1999. Er war Mitherausgeber einiger internationaler mathematischer Zeitschriften und war von 2010 bis 2014 Editor-in-Chief der Zeitschrift Inverse Problems. Seine Bücher Inverse und schlecht gestellte Probleme und Wavelets: Theorie und Anwendungen gehören im deutschsprachigen Raum zu den Standardlehrbüchern.
Louis war Begründer und Besitzer von ISCA, dem Institut für Scientific Computing und Anwendungen, das aktuelle Forschungsresultate in verwertbare Produkte umsetzt.
Für seine Verdienste um die deutsch-französische Freundschaft und sein Engagement im universitären Austausch erhielt Louis die höchste Auszeichnung der Französischen Regierung für Verdienste um das französische Bildungswesen und wurde zum „Chevalier d' Ordre des Palmes Académiques“ ernannt.
2012 wurde Louis in Anerkennung seiner wissenschaftlichen Leistungen auf dem Gebiet „Inverse Probleme und Wissenschaftliches Rechnen“ zum Ehrendoktor der Universität Bremen ernannt.
2013 wurde er für seine außerordentlichen Leistungen bei der Entwicklung der Theorie inverser Probleme und dem Aufbau der Kooperation zwischen der Staatlichen Universität Nowosibirsk, dem Sobolew Institut der Russischen Akademie der Wissenschaften und der Universität des Saarlandes zum Ehrendoktor der Staatlichen Universität Nowosibirsk ernannt.
2019 wurde er mit der Goldmedaille des Sobolev Institutes für Mathematik der Russischen Akademie der Wissenschaften für herausragende Leistungen als Auszeichnung für das Lebenswerk geehrt.

## Schriften
- Inverse und schlecht gestellte Probleme,  Teubner: Stuttgart (1989)
- Mit P. Maaß und A. Rieder: Wavelets: Theorie und Anwendungen, 2. Auflage, Teubner: , Stuttgart (1998)
- Mit P. Maaß und A. Rieder: Wavelets: Theory and Applications, Wiley: New York (1997)